# 托马斯·鲁普拉特
托马斯·鲁普拉特（德語：Thomas Rupprath，1977年3月16日—），德国男子游泳运动员。他曾代表德国参加2000年、2004年和2008年夏季奥林匹克运动会游泳比赛，获得一枚银牌和一枚铜牌。